# 兴业大道
兴业大道，安徽省合肥市的一条南北向干道，连接空港新城与运河新城，亦称新淮大道、天柱山路。道路起于空港新城东北侧的雄安路，穿越空港新城、将军岭乡村振兴示范区后抵达运河新城，止于长江西路，计划继续向南延伸。沿路有焦湖水库、长鑫存储技术有限公司、空港集成电路配套园区、合肥供水空港供水分公司、大庙小学、将军社区居民委员会、长岗卫生院将军岭卫生室等。

## 轨道交通
- █ S1线：航空产业园站